# Honda ST 1300 Pan European
Die Honda ST 1300 Pan European [ˈpæn ˈjʊərəˈpiən] ist ein vollverkleidetes Motorrad des japanischen Fahrzeugherstellers Honda. Der Tourer wurde am 18. September 2002 auf der Zweiradmesse Intermot in München präsentiert und im gleichen Jahr mit der Verkaufsbezeichnung Pan European in Europa und ein Jahr später als ST 1300 in Nordamerika verkauft. Sie war das Nachfolgemodell der Honda ST 1100 Pan European. Konkurrenzmodelle mit vergleichbarer Charakteristik sind die Tourer Yamaha FJR 1300, BMW R 1200 RT, BMW K 1300 GT und die Moto Guzzi Norge 1200/GT 8V.

## Geschichte
Auf der 33. Tokyo Motor Show im Oktober 1999 präsentierte Honda unter der Bezeichnung X-Wing den Prototyp eines vollverkleideten Sporttourers, angetrieben von einem Sechszylindermotor in V-Anordnung mit 1500 cm³ Hubraum und Automatikschaltung. In der Presse wurde daraufhin spekuliert, dass die X-Wing die ST 1100 ersetzen könnte, was sich teilweise bestätigte, als Honda im Modelljahr 2002 die neue ST 1300 in Europa und Australien einführte. Für den US-amerikanischen Markt wurden ab 2003 jährlich rund 2200 Einheiten importiert.

### Modellentwicklung
Die ST 1300 hat einige Merkmale der X-Wing übernommen, jedoch nicht das Fahrgestell. Der Antrieb erfolgt durch einen tiefsitzenden Vierzylindermotor in V-Anordnung, der mittragend am Motorradrahmen aus Aluminium befestigt ist. Ein großer Unterschied zur ST 1100 liegt in der Verwendung von zwei Ausgleichswellen für eine bessere Laufruhe, wodurch der Motor direkt am Rahmen montiert werden konnte. Der überarbeitete Motor und der geteilte Kraftstofftank senkten den Fahrzeugschwerpunkt, wodurch die ST 1300 gegenüber dem Vorgängermodell weniger kopflastig wurde. Der Hubraum des flüssigkeitsgekühlten Vierzylindermotors wurde gegenüber dem Vorgängermodell von 1084 auf 1261 um 177 Kubikzentimeter vergrößert. Die Lichtmaschine wurde zwischen die V-förmig angeordneten Zylinderbänke anstatt hinter dem Triebwerk montiert. Auch durch diese konstruktive Änderung wurde das Aggregat kompakter und kürzer als das der ST 1100. Der ursprüngliche Zahnriemen zum Antrieb der Nockenwellen wurde durch eine leichte, schlanke Kette ersetzt. Der Vergaser wurde durch eine elektronisch gesteuerte Einspritzanlage (PGM-FI) mit besserer Leistungsabgabe und effizienterem Benzinverbrauch ersetzt. Über den neuen Einspritzventilen mit je acht Austrittsöffnungen wurde ein größerer Luftfilter für mehr Durchsatz montiert. Gegenüber dem Vorgängermodell ist das Fünfganggetriebe sechs Prozent kürzer übersetzt und hat keinen drehzahlreduzierenden Overdrive. Das Antiblockiersystem und das Kombinationsbremssystem (Dual-CBS) waren in den Vereinigten Staaten nur optional erhältlich, wohingegen es in Europa ab der Modellreihe A4 zur Serienausstattung gehörte. Im Gegensatz zur ST 1100 hat das Nachfolgemodell keine Traktionskontrolle. Ein elektrisch verstellbares Windschild wurde ab 2004 zur Standardausstattung.

### Nachfolger
Die englische Zeitschrift Motor Cycle News berichtete 2009, dass Honda die ST 1300 durch einen neuen Sporttourer mit einem quer montierten V4-Motor ersetzen werde, vergleichbar der Konzeption des Sporttourers Honda VFR 1200 F. 2011 gab Honda bekannt, dass die Entwicklung eines Nachfolgers der Pan European gestoppt sei.

### CTX 1300
Im November 2013 kündigte Honda die Honda CTX 1300 (Comfort: einfaches Fahr- und Kurvenverhalten, Technology: geringer Kraftstoffverbrauch und Laufruhe, eXperience: sanftes Beschleunigen und Abbremsen in entspannter Fahrerposition) an, ein Tourer mit Cruiser-Akzenten, dessen Motor von der ST 1300 abstammt, jedoch hinsichtlich Kraftstoffverbrauch und Drehmoment bei niedrigen Drehzahlen optimiert wurde. Die Honda CTX 700 N, ihre kleinere Schwester, ist das erste Motorrad mit serienmäßigem Doppelkupplungsgetriebe.

## Konstruktion

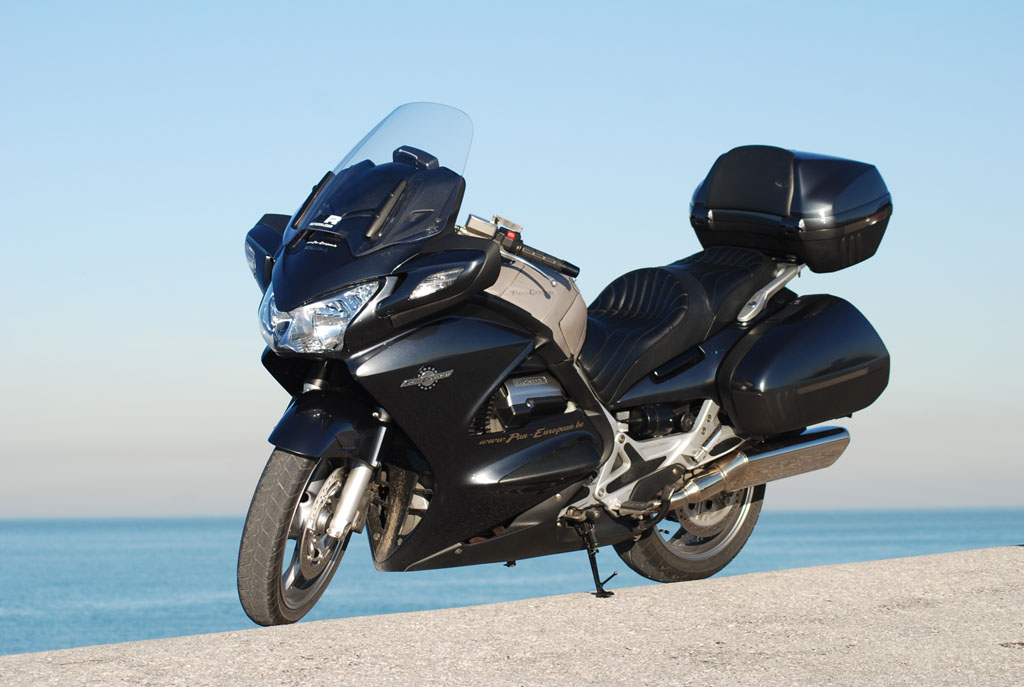
ST 1300 in Pearl Cosmic Black

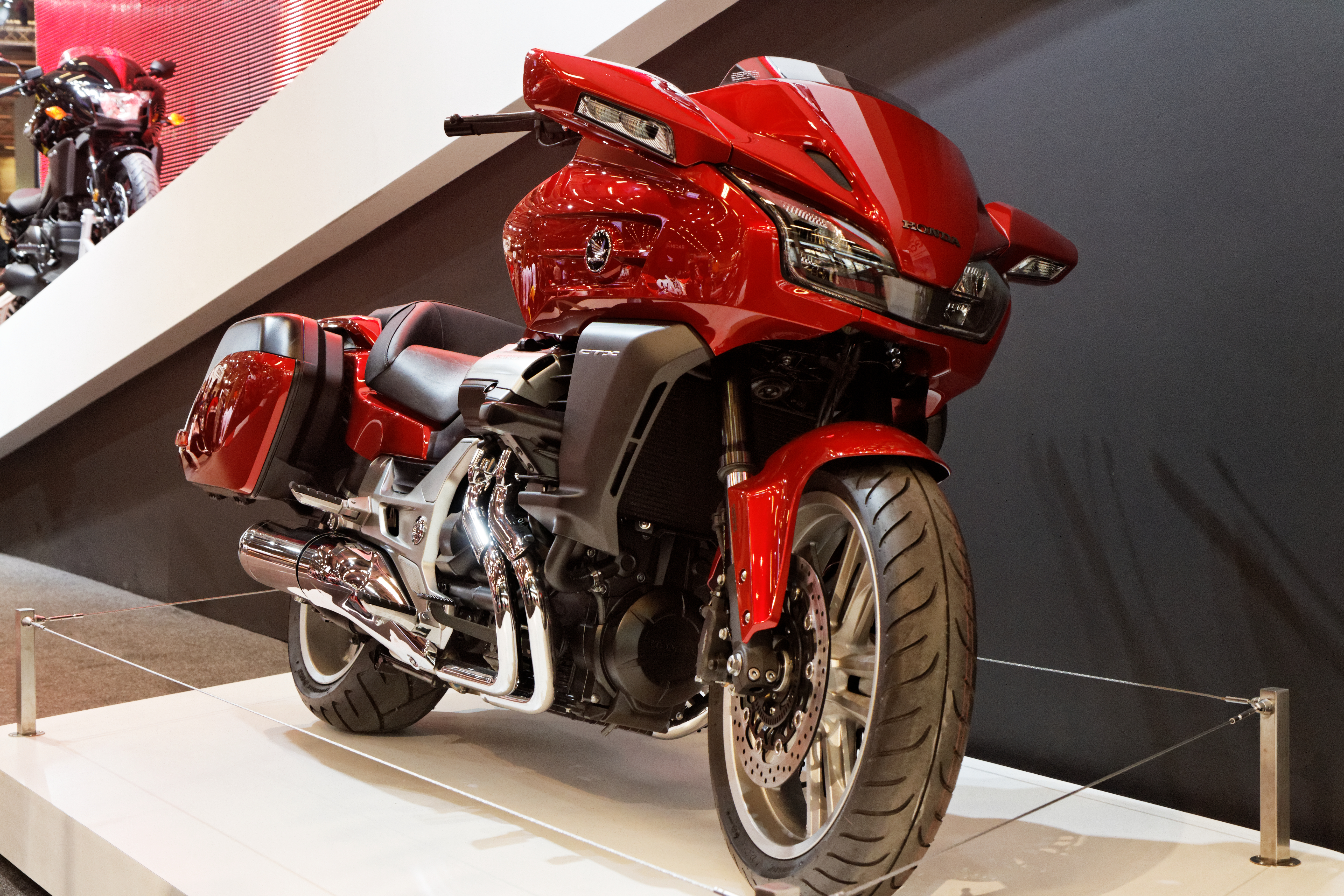
CTX 1300

### Antrieb
Der flüssigkeitsgekühlte Vierzylindermotor erzeugt aus 1261 cm³ Hubraum eine Nennleistung von 93 kW (126 PS) und ein maximales Drehmoment von 125 Nm bei einer Drehzahl von 6000 min−1. Der V-Motor hat einen Zylinderbankwinkel von 90 Grad. Die vier Zylinder haben eine Bohrung von 78 mm Durchmesser, die Kolben einen Hub von 66 mm bei einem Verdichtungsverhältnis von 10,8:1. In den zwei Zylinderköpfen des Viertaktmotors rotieren jeweils zwei kettengetriebene, obenliegende Nockenwellen, welche zwei Einlass- und zwei Auslassventile ansteuern. Das Motorrad beschleunigt in 3,5 Sekunden von 0 auf 100 km/h und erreicht eine Höchstgeschwindigkeit von 225 km/h.

### Kraftübertragung
Der Primärtrieb erfolgt über Zahnräder. Eine hydraulisch betätigte Mehrscheibenkupplung im Ölbad trennt den Motor vom klauengeschalteten, schrägverzahnten Kassettengetriebe mit fünf Gängen. Im Sekundärantrieb zwischen Getriebeausgang und Hinterrad arbeitet ein Kardanantrieb als Antriebswelle.

### Elektrik
Die Starterbatterie hat eine Kapazität von 11 Amperestunden und versorgt den elektrischen Anlasser. Die Lichtmaschine erzeugt eine elektrische Nennleistung von 742 Watt.

### Kraftstoffversorgung
Die Gemischbildung erfolgt durch eine elektronische Kraftstoffeinspritzung. Die Zündung erfolgt je Zylinder durch eine transistorgesteuerte Zündkerze. Der Hersteller empfiehlt die Verwendung von bleifreiem Motorenbenzin mit einer Klopffestigkeit von mindestens 95 Oktan. Der zweigeteilte Kraftstofftank hat ein Volumen von 29 Liter, davon sind 5 Liter Reserve. Der durchschnittliche Kraftstoffverbrauch liegt bei 5,4 Litern auf 100 km bei einer Geschwindigkeit von 130 km/h. Die theoretische Reichweite auf Landstraße beträgt über 400 km.
Die Abgasnachbehandlung erfolgt durch einen geregelten Drei-Wege-Katalysator und unterschreitet die Schadstoffgrenzwerte der Abgasnorm Euro-3. Die 4-in-2-Auspuffanlage mündet in zwei Endschalldämpfer aus Edelstahl mit Klappensteuerung.

### Fahrwerk
Das Fahrwerk baut auf einem Brückenrahmen aus Aluminium-Profilen auf und hat hinten eine Zweiarmschwinge aus Aluminiumguss mit einem über ein Hebelsystem angelenkten Federbein. Der Heckrahmen ist angeschraubt. Das Vorderrad wird von einer Teleskopgabel mit 45 mm Standrohrdurchmesser und 117 mm Federweg geführt. Das fahrbereite Gewicht beträgt 321 kg, die maximale Zuladung 196 kg und die Zulässige Gesamtmasse beträgt 519 kg.

### Bremsanlage
Am Vorderreifen verzögert eine hydraulisch betätigte Doppelscheibenbremse, hinten eine Scheibenbremse. Alle drei Bremsscheiben sind mit einem Drei-Kolben-Schwimmsattel ausgerüstet. Ein Honda CBS (Combined Brake System) genanntes Kombinationsbremssystem steuert bei Betätigung der Fuß- oder Handbremse immer alle drei Bremszangen an. Ein in Europa serienmäßiges Antiblockiersystem unterstützt die Verzögerung an beiden Bremsen. Die Sechsspeichen-Gussräder aus Leichtmetall haben die Dimension 3.50×18 (vorn) und 5.00×17 (hinten).
Das Motorrad verzögert von 100 km/h in den Stand mit durchschnittlich 8,47 m/s² und benötigt einen Bremsweg von 42,3 Meter.

## Fahrinstabilität
Die ST 1300 kann bei Geschwindigkeiten über 180 km/h zum Pendeln neigen, woraufhin Honda die Schwingenaufnahme und Motoraufhängung mehrfach überarbeitete.
Im April 2007 kündigte der britische Ermittlungsrichter James Adeley an, nachdem der Motorradpolizist David Shreeve auf einer einsitzigen ST 1300 bei einer Trainingsfahrt auf dem Motorway M58 tödlich verunglückt war, dass er alle Polizeipräsidenten in England und Wales vor der „ernsten Gefahr“ für das Leben der Fahrer der ST 1300 und den „katastrophalen Folgen“ des Hochgeschwindigkeitspendels warnen werde. Spätere Sicherheitsüberprüfungen führten zu einem vergleichbaren Unfall, wobei der Testfahrer mehrere Knochenbrüche erlitt. Die Polizei von Großbritannien zog in Folge ihre ST 1300 aus dem Polizeidienst zurück.
Das RiDE Magazine berichtete im Oktober 2007, dass bei Fahrtests mit einer zivilen ST 1300 die Instabilität bei einer Geschwindigkeit von 110 mph (177 km/h) unter bestimmten Ladezuständen reproduziert werden konnte. Der Testfahrer registrierte eine maximale Gierbewegung am Hinterrad von 11 Grad pro Sekunde und beschrieb das Verhalten als eine „gleichbleibende und alarmierend seitliche Bewegung“. Der Redakteur bezeichnete das Verhalten als Pan Weave (deutsch Schwenkpendeln). Das Ziel des Fahrtests war nicht, die genaue Ursache der Gierbewegung festzustellen, sondern seine Existenz zu bestätigen. In dem Artikel wurde zudem berichtet, dass 43 % aller befragten ST 1300 Besitzer die Gierbewegung bestätigen konnten.
Der Motorradtester Ralf Kistner beschreibt das Hochgeschwindigkeitspendeln auf Bike and Media wie folgt:

„Die Tachonadel pendelt zwischen 230 und 245. Und die Pan lässt mich die Szenerie genießen wie kaum ein anderes Motorrad bei diesem Tempo. Woww. Dann geschieht es plötzlich. Ich werde aus meinem Genussgleiten herausgependelt. Eine lange Bodenwelle löst die berüchtigten Bewegungen aus. Zuerst nur leicht, dann aber immer stärker, bis ich vorsichtshalber nach einem kurzen Spiegelblick zwei, drei Mal stoßweise an die Bremse gehe. Es hilft. Die Pan gleitet wieder.“

Er schlussfolgerte, dass „das Pendelproblem nicht komplett von Honda gelöst werden konnte“.

### Herstellerreaktion
Im August 2007 veröffentlichte Honda America eine Empfehlung bezüglich der geeigneten Auswahl, Installation und Nutzung von Ausrüstung an ST 1300 PA Polizeimotorrädern. Darin gibt Honda die deutliche Empfehlung, dass „qualifiziertes Personal ein vollumfänglich ausgerüstetes Motorrad unter den vorgesehenen Geschwindigkeiten und Gegebenheiten evaluiert, bevor das Fahrzeug in den Betrieb übernommen wird.“ Die Empfehlung beinhaltete Richtlinien für die Auswahl und Installation von Halterungen, darunter:
- Platziere die Ausrüstung so tief und nah am Fahrzeugmittelpunkt wie möglich.
- Vermeide ein Überschreiten der maximal zulässigen Zuladung.
- Halte die Gewichtsgrenzen für alle Tankrucksäcke und Seitenkoffer ein.
- Stelle sicher, dass die Halterungen und die Ausrüstung auf beiden Seiten des Fahrzeugs sich im Gleichgewicht befinden.

Im Handbuch unter den „Richtlinien zur Beladung“ der ST 1300 befindet sich der Herstellerhinweis: 

„Auch wenn Sie Ihr Motorrad richtig beladen haben, sollten Sie mit Gepäck langsamer als normal und nie schneller als 130 km/h fahren.“

Ein Richter am Oberlandesgericht Hamm stellte mit Urteil vom 15. Mai 2008 fest, dass „… gleich bleibende Pendelbewegungen … von einem Sachverständigen zwar als unangenehm und den Komfort mindernd beschrieben, nicht aber als gefährlich eingestuft“ werden. „Die Problematik sei vielmehr untrennbar mit individuellen Faktoren wie dem Gewicht, dem Fahrverhalten sowie insbesondere die subjektiven Empfindungen des Kunden verbunden.“ (Aktenzeichen: 28 U 145/07).

## Kritiken
„Ab 180 km/h begann die Fuhre so zu pendeln, dass Expressetappen auf deutschen Autobahnen ungemütlich wurden. Pan-Fans waren verbittert, sprangen teilweise ab zur Konkurrenz oder blieben auf ihrer bewährten ST 1100 einfach sitzen. Was dabei häufig vergessen wurde: Die neue 1300er hatte zwar diese Schwäche, aber auf der anderen Seite enorm viele Stärken wie einen drehmomentstarken, kultivierten Vierzylinder, viel Stauraum, ausgeklügelte Ergonomie-Verstellmöglichkeiten. Kurzum: Die Pan hatte das Zeug zur besten Reisemaschine überhaupt.“

„Diese Pan hat leider nie an die Erfolge ihrer Erstausgabe anknüpfen können, wobei die Gesamtkonstruktion mit V4-Motor und großzügiger Verkleidung schon ihre Reize hat. Die Pan ist erstaunlich handlich, kann in Sachen Fahrstabilität aber nicht mit der Konkurrenz mithalten.“